# 얀 페터르 발케넨더
얀 피터르 "얀 페터르" 발케넨더(네덜란드어: Jan Pieter "Jan Peter" Balkenende [ˈjɑm ˈpeːtər ˈbɑlkənˌɛndə][*], 1956년 5월 7일~)는 네덜란드의 정치인이다. 2002년부터 2010년까지 총리를 지냈다.
암스테르담 자유대학교에서 사학과 법학을 전공했다. 우파 정당인 기독교민주당 아펠(네덜란드어: Christen Democratisch Appèl CDA) 산하 연구소 연구원으로 재직했고, 암스테르담 자유대학교에서 교수로 활동하기도 했다.
1998년 기독교민주당 소속 하원의원으로 영입되어 공식적으로 정계에 입문했으며, 재정 부문 대변인으로 활동했다. 2001년 10월 당수직에 도전하여 당수로 선출되어 다음 해 총선을 준비했다. 2002년 5월 총선에서 기독교민주당이 제1당이 되어 다른 우파 정당과 연합하여 중도우파 연립내각을 구성하여 그 해 7월 총리로 취임했다. 그러나 이 연정은 그의 총리 취임 86일 만에 붕괴되었고, 다음해 1월 조기 총선을 실시하게 되었다.
2003년 1월 총선에서 다시 기독교민주당이 승리하였고, 중도 우파인 자유민주국민당(네덜란드어: Volkspartij voor Vrijheid en Democratie VVD), 중도 좌파인 민주66(네덜란드어: Democraten 66 D66)과 새로운 연정을 구성하여 다시 총리로 취임했다.
2006년 6월 불법이민자 문제로 D66이 연정에서 이탈하자, 기독교민주당과 자유민주국민당만으로는 과반 의석을 확보할 수 없게 되게 되어 연정이 붕괴되었다. 이에 따라 그 해 11월 조기 총선을 실시했으며, 기독교민주당은 제1당을 유지하기는 했으나, 정권 구성에 필요한 의석에는 크게 못미쳐 여러 당과 타협을 한 결과, 좌·우합작 연정을 구성하였다.
2010년 6월 총선에서 기독교민주당은 의석을 많이 잃었고, 자유민주당이 최다 의석을 확보했다. 이에 따라 자유민주당 주도의 연정이 구성되면서, 그는 의원직과 당수직을 내놓기로 했다. 그러나 연정 협상이 지연되면서 총선 후에도 4개월 간 총리직을 계속 유지했고, 후임 총리로 자유당의 마르크 뤼터가 임명되어 10월 14일 총리직을 인계하였다.